# Ghost
Ghost (conocida como Ghost, más allá del amor en España, Ghost, el fantasma del amor en Paraguay y Ghost, la sombra del amor en Perú, Colombia, Nicaragua, Chile, Costa Rica, México, Argentina, Puerto Rico, Uruguay, Venezuela y Ecuador) es una película estadounidense de drama, romance y fantasía, estrenada en 1990. Está protagonizada por Patrick Swayze, Demi Moore y Whoopi Goldberg, escrita por Bruce Joel Rubin y dirigida por Jerry Zucker. Ganó dos Óscar: a la mejor actriz de reparto (Whoopi Goldberg) y al mejor guion original. Fue nominada a otros tres: a la mejor película, a la mejor música y al mejor montaje.

## Argumento
Sam Wheat (Patrick Swayze), un ejecutivo de banca e inversiones, y Molly Jensen (Demi Moore), una escultora de cerámica, son una pareja feliz que vive un estilo de vida yuppie en la ciudad de Nueva York. El único problema en su relación es la incomodidad de Molly por el hecho de que cuando le dice a Sam «Te amo» («I love you» en inglés), este simplemente le responde «ídem». Él nunca es quien toma la iniciativa diciéndoselo a su chica antes de que lo haga ella. Esto molesta a Molly, que siente que necesita escucharlo diciéndole «Te amo» como respuesta o bien en primer lugar antes de que sea ella quien lo exprese. 
Una noche, mientras caminan hacia su nuevo apartamento tras una salida al teatro, son atacados por un ladrón llamado Willy López (Rick Aviles). Este saca una pistola y, durante el forcejeo entre Sam y el atracador, la pistola se dispara. Tras el disparo, Sam comienza a perseguir al ladrón, que sale huyendo, aunque finalmente lo pierde de vista. Cuando regresa hacia Molly, se da cuenta de la verdad: el disparo le ha alcanzado en el corazón y ha muerto prácticamente en el acto. Como un espectador invisible, presencia a Molly meciendo su cadáver, intentando desesperada e inútilmente mantenerlo con vida. Se da cuenta de que se ha convertido en un fantasma, atrapado entre ambos mundos. La luz viene a buscarlo desde lo alto, pero él no quiere dejar sola a Molly, y logra escapar. Poco a poco, logró hacerse a la idea de que ya no está vivo.
En el hospital donde llevaron su cuerpo e intentan reanimarlo, se encuentra con un anciano, quien también es un fantasma. Allí ven a un paciente que se está muriendo y viene la luz para llevarse su alma, esta sale del cuerpo del paciente, mientras que el anciano dice que tuvo suerte de que no vinieran los «otros» para llevárselo. Sam intenta preguntarle «¿quiénes son...?» cuando el anciano desaparece. En su sepelio, Sam ve a una mujer de azul cruzar una lápida, mientras que esta lo saluda.
Mientras, poco a poco va aceptando que ha muerto y que ya no puede estar con Molly. Sam se da cuenta de que el robo había sido planeado cuando su asesino Willy entra en su casa y camina buscando entre sus pertenencias. Sam sigue a Willy y descubre que su amigo y compañero de trabajo, Carl Bruner (Tony Goldwyn), había contratado a Willy para robarle a Sam y así obtener la contraseña del ordenador de su oficina. Carl estaba envuelto en un blanqueo de dinero en el banco en el cual trabajaban él y Sam. Sam había cambiado recientemente su contraseña, impidiendo a Carl el acceso a las cuentas falsificadas en las que había ocultado dinero negro, a nombre de una persona ficticia llamada Rita Miller. Sam se llena de resentimiento hacia su supuestamente mejor amigo, pero se da cuenta de que, como fantasma, no puede hacer mucho. 
Sam entiende que Molly esta en peligro pero él es incapaz de comunicarse con ella en su estado actual. Sin embargo, encuentra a Oda Mae Brown (Whoopi Goldberg), una charlatana que se hace pasar por médium. Quien, irónicamente, descubre (después de escuchar a Sam criticando su negocio fraudulento) que realmente sí tiene el poder de su familia de escuchar a los fantasmas, aunque no puede verlos. Viéndola como su única esperanza de comunicarlo con Molly, Sam comienza a acosarla hasta que ella finalmente se rinde y accede a ayudarlo.
Oda Mae, reticente, llama a Molly y le dice que se está comunicando con Sam, pero Molly es escéptica. Solo logra convencerla cuando le cuenta cosas privadas que solo sabía Sam, principalmente su uso de la palabra «ídem». 
Mientras perseguía a Willy hasta su apartamento, Sam conoce a un fantasma inquieto (Vincent Schiavelli), rondando en el metro subterráneo de Nueva York. Este le enseña a mover y tocar objetos, focalizando sus emociones en el blanco. También descubre que Oda Mae estaba siendo solicitada por fantasmas provenientes de lugares tan lejanos de Nueva York como Nueva Jersey para que hablase con sus parientes vivos. Uno la posee brevemente, pero esto debilita significativamente a los fantasmas. Sam promete a Oda Mae que no será molestada si le presta su ayuda. 
Mientras tanto, Molly va a la policía, ya que había vuelto su escepticismo acerca de las palabras de Oda Mae. El sargento le asegura que tenía razón al dudar y que no había carpeta alguna con el expediente de Willy López. Aunque sí había un enorme expediente con datos de Oda Mae Brown, quien es reconocida entre los policías locales como una impostora. 
Sam y Oda Mae deciden frustrar el plan de Carl, quien había recibido cuatro millones de dólares del dinero negro y los había depositado en una cuenta fraudulenta. Bajo las instrucciones de Sam, Oda Mae se hace pasar por Rita Miller (el nombre ficticio de la cuenta) y logra retirar el dinero. Sam aconseja a Oda Mae entregar el dinero para no ser perseguida por Carl, donando el cheque a dos monjas que pedían caridad. Carl entra en pánico cuando se da cuenta de que la cuenta ha sido cerrada y es atormentado por Sam quien, invisible, se comporta como un poltergeist y teclea la palabra «asesino» en su ordenador. Entre la desesperación de Carl, Sam revela su identidad mostrando repetidas veces su nombre en pantalla.
Carl piensa que Sam le quitó el dinero por lo que termina en la puerta de la casa de Molly, preguntando por Oda Mae. Molly revela que Oda Mae era Rita Miller y que es una timadora. Carl se da cuenta de que el fantasma de su antiguo compañero de trabajo está presente y que usó a Oda Mae para quitarle el dinero, por lo que le dice (a Sam) que regresaría a las 11 p. m. a matar a Molly si no le devolvía el dinero. Sam corre a advertirle a Oda Mae, pero casi de inmediato Willy y Carl llegan a tratar de quitarles el cheque de la cuenta liquidada. Oda Mae y sus hermanas escapan, mientras que Sam aterroriza a Willy, propiciando que huya hacia la calle en estado de pánico. Willy muere prensado entre dos vehículos que chocaron intentando evitarlo, pero su alma, después que Sam le confirmó que ya estaba muerto, es arrastrada por unas sombras demoníacas. Presenciando esto, Sam comprende que dichas sombras son los «otros» que el anciano del hospital le había mencionado.
Sam y Oda Mae se dirigen rápidamente a advertirle a Molly que está en peligro, pero Molly sigue sin estar segura acerca de Oda Mae. Sam consigue convencerla al hacer levitar un penique y entregárselo a Molly, ya que ambos los coleccionaban para tener buena suerte. Molly le pide a la policía que las proteja de Carl, y, entre tanto, Sam usa el cuerpo de Oda Mae para lograr tocar por última vez a Molly. La súbita llegada de Carl interrumpe la posesión de Sam, siendo expulsado del cuerpo de Oda Mae y quedando muy debilitado.
Molly y Oda Mae escapan hacia un desván ubicado sobre el departamento, mientras que son perseguidas por Carl, quien finalmente atrapa a Oda Mae. Molly sale en defensa de la médium, pero Carl la toma como rehén. Sam recupera su energía y obliga a Carl a arrojar su arma, huyendo Molly sin sufrir daños. Peleando en vano para detener los ataques de Sam, Carl torpemente le arroja el gancho de la grúa (polea) del edificio para subir cosas. El gancho pasa a través del cuerpo transparente de Sam y golpea una ventana, cuyos cristales rotos guillotinan el cuerpo de Carl. Tras percatarse de que está muerto, es arrastrado por las sombras entre gritos de socorro. 
Cuando Sam regresa hacia donde están Oda Mae y Molly, esta última se percata de que puede oír a Sam. Por unos instantes, una intensa luz comienza a brillar lo que hace a Sam parcialmente visible. Tras despedirse de Oda Mae, comparten un último beso con Molly y le dice que la ama, a lo que ella responde con «ídem». Tras su último adiós, Sam camina hacia la luz.

## Reparto y doblaje
| Actor original Estados Unidos | Personaje                   | Actor de voz España   | Actor de voz México |
| ----------------------------- | --------------------------- | --------------------- | ------------------- |
| Patrick Swayze                | Sam Wheat                   | Manolo García         | Carlos Becerril     |
| Demi Moore                    | Molly Jensen                | Rosa María Hernández  | Marina Huerta       |
| Whoopi Goldberg               | Oda Mae Brown / Rita Miller | María Dolores Gispert | Alma Nuri           |
| Tony Goldwyn                  | Carl Bruner                 | Juan Antonio Bernal   | Gabriel Cobayassi   |
| Rick Aviles                   | Willy López                 | Pedro Molina          | ¿?                  |
| Vincent Schiavelli            | Fantasma en metro           | Camilo García         | César Árias         |
| Phil Leeds                    | Fantasma en quirófano       | Antonio Crespo        | Álvaro Tarcicio     |
| Augie Blunt                   | Orlando                     | Pepe Mediavilla       | Álvaro Tarcicio     |
| Tom Finnegan                  | Guardia de seguridad        | Mariano Fraile        | Álvaro Tarcicio     |
| Laura Drake                   | Mujer policía               | Rosa Gavín            | Dulcina Carballo    |
| Vivian Bonnell                | Hortencia                   | Rosa Pastó            | Dulcina Carballo    |
| Bruce Jarchow                 | Lyle Ferguson               | Emilio Freixas        | Armando Réndiz      |
| Sam Tsoutsouvas               | Sacerdote en funeral        | Alberto Mieza         | Armando Réndiz      |
| Charlotte Zucker              | Empleada del banco          | Monserrat Carulla     | Carmen Donna-Dío    |
| Arsenio Hall                  | Él mismo                    | Juan Antonio Bernal   | Mario Castañeda     |
| Armelia McQueen               | Clara                       | Juana Beuter          | Socorro de la Campa |
| Gail Boggs                    | Louise                      | Esperanza Navarro     | Laura Ayala         |
| Angelina Estrada              | Rosa Santiago               | Marta Martorell       | Araceli de León †   |
| Stephen Root                  | Sargento de policía         | Alejandro Ávila       | Paco Mauri          |
| J. Christopher Sullivan       | Fantasma                    | Antonio Villar        | Paco Mauri          |
| Derek Thompson                | Amigo de Hortencia          | Alejandro Albaiceta   | Ismael Castro       |

Créditos técnicos (España)
- Estudio de doblaje: Sonoblok, Barcelona
- Director de doblaje: Camilo García
- Traductor: Sally Temper
- Grabación y mezcla de diálogos: Guillermo Ramos
- Producción de doblaje: Universal Pictures Spain S. A.

Créditos técnicos (México)
- Estudio de doblaje: Auditel, México, D. F.
- Director de doblaje: Gabriel Cobayassi
- Traductor: Raúl Felipe Orozco
- Producción de doblaje: Paramount Network

## Producción
Al principio Bruce Willis y Tina Turner iban a interpretar el papel de Sam y Molly, pero al final el papel lo recibieron Patrick Swayze y Demi Moore respectivamente.Aunque ambos durante la mayor parte del rodaje no se hablaban, lo que puso en cuestión al director sobre el éxito de la película.

### Banda sonora
Ghost es el nombre de la banda sonora de la película homónima de 1990, protagonizada por Patrick Swayze, Demi Moore y Whoopi Goldberg. Fue producida bajo la discográfica Milan América, con la producción de Maurice Jarre.
Está catalogada como una de las más exitosas en ventas y publicidad en la historia del cine y la música, sobre todo por representar un sector orquestado de una época en particular. Se mantuvo en el primer lugar de ventas y listas por varias semanas en su año de publicación.
1. «Unchained Melody» - The Righteous Brothers
2. «Ghost» - Maurice Jarre
3. «Sam» - Maurice Jarre
4. «Ditto» - Maurice Jarre
5. «Carl» - Maurice Jarre
6. «Molly» - Maurice Jarre
7. «Unchained Melody (orquestal)» - Maurice Jarre
8. «Generique Fin» - Maurice Jarre

## Recepción
La película fue la más taquillera de 1990. A causa del éxito, se creó en el 2011 un musical de la película que también triunfó.

## Fechas de estreno mundial
| País                                                                          | Fecha de estreno                  |
| ----------------------------------------------------------------------------- | --------------------------------- |
| Alemania                                                                      | Jueves 11 de octubre de 1990      |
| Argentina                                                                     | Viernes 2 de noviembre de 1990    |
| Australia                                                                     | Jueves 25 de octubre de 1990      |
| Austria                                                                       | Viernes 12 de octubre de 1990     |
| Bélgica                                                                       | Miércoles 14 de noviembre de 1990 |
| Belice · Costa Rica · El Salvador · Guatemala · Honduras · Nicaragua · Panamá | Viernes 12 de octubre de 1990     |
| Bolivia                                                                       | Viernes 2 de noviembre de 1990    |
| Brasil                                                                        | Jueves 1 de noviembre de 1990     |
| Bulgaria                                                                      | Viernes 5 de febrero de 1993      |
| Checoslovaquia                                                                | Jueves 12 de diciembre de 1991    |
| Chile                                                                         | Viernes 26 de octubre de 1990     |
| Colombia                                                                      | Jueves 22 de noviembre de 1990    |
| Corea del Sur                                                                 | Sábado 17 de noviembre de 1990    |
| Dinamarca                                                                     | Viernes 5 de octubre de 1990      |
| Ecuador                                                                       | Miércoles 19 de diciembre de 1990 |
| España                                                                        | Miércoles 31 de octubre de 1990   |
| Estados Unidos · Canadá                                                       | Viernes 13 de julio de 1990       |
| Filipinas                                                                     | Miércoles 31 de octubre de 1990   |
| Finlandia                                                                     | Viernes 5 de octubre de 1990      |
| Francia                                                                       | Miércoles 7 de noviembre de 1990  |

| País                 | Fecha de estreno                 |
| -------------------- | -------------------------------- |
| Grecia               | Viernes 23 de noviembre de 1990  |
| Hong Kong            | Jueves 20 de diciembre de 1990   |
| Hungría              | Jueves 6 de diciembre de 1990    |
| Indonesia            | Viernes 21 de junio de 1991      |
| Israel               | Miércoles 3 de octubre de 1990   |
| Italia               | Martes 30 de octubre de 1990     |
| Japón                | Viernes 28 de septiembre de 1990 |
| Malasia              | Jueves 29 de noviembre de 1990   |
| México               | Viernes 30 de noviembre de 1990  |
| Noruega              | Jueves 4 de octubre de 1990      |
| Nueva Zelanda        | Viernes 25 de enero de 1991      |
| Países Bajos         | Jueves 11 de octubre de 1990     |
| Paraguay             | Viernes 2 de noviembre de 1990   |
| Perú                 | Jueves 31 de enero de 1991       |
| Portugal             | Viernes 9 de noviembre de 1990   |
| Reino Unido Irlanda  | Viernes 5 de octubre de 1990     |
| República Dominicana | Jueves 18 de octubre de 1990     |
| Singapur             | Jueves 29 de noviembre de 1990   |
| Sudáfrica            | Viernes 2 de noviembre de 1990   |
| Suecia               | Viernes 12 de octubre de 1990    |
| Suiza                | Viernes 2 de noviembre de 1990   |
| Tailandia            | Sábado 24 de noviembre de 1990   |
| Taiwán               | Sábado 15 de diciembre de 1990   |
| Turquía              | Viernes 18 de enero de 1991      |
| Uruguay              | Jueves 8 de noviembre de 1990    |
| Venezuela            | Miércoles 24 de octubre de 1990  |

## Premios
Premios Óscar
| Año  | Categoría               | Persona(s)       | Resultado |
| ---- | ----------------------- | ---------------- | --------- |
| 1990 | Mejor película          | Lisa Weinstein   | Candidata |
| 1990 | Mejor actriz de reparto | Whoopi Goldberg  | Ganadora  |
| 1990 | Mejor guion original    | Bruce Joel Rubin | Ganador   |
| 1990 | Mejor banda sonora      | Maurice Jarre    | Candidato |
| 1990 | Mejor montaje           | Walter Murch     | Candidato |

Premios Globo de Oro
| Año  | Categoría                          | Persona(s)                         | Resultado |
| ---- | ---------------------------------- | ---------------------------------- | --------- |
| 1990 | Mejor película - comedia o musical | Mejor película - comedia o musical | Candidata |
| 1990 | Mejor actor - comedia o musical    | Patrick Swayze                     | Candidata |
| 1990 | Mejor actriz - comedia o musical   | Demi Moore                         | Candidata |
| 1990 | Mejor actriz de reparto            | Whoopi Goldberg                    | Ganadora  |